# ガンツ先生
- がんばれ!!ロボコン > ガンツ先生
- 燃えろ!!ロボコン > ガンツ先生
- がんばれいわ!!ロボコン ウララ〜!恋する汁なしタンタンメン!!の巻 > ガンツ先生

ガンツ先生（ガンツせんせい）は、特撮ドラマ『がんばれ!!ロボコン』とその原作漫画、およびリメイク作品『燃えろ!!ロボコン』、映画『がんばれいわ!!ロボコン ウララ〜!恋する汁なしタンタンメン!!の巻』、漫画『天然美少女ロボ ロボ子ちゃん!』の登場キャラクター。声優は野田圭一（特撮ドラマ2作共通）、江原正士（がんばれいわ!!版）。
週刊誌『週刊プレイボーイ』に掲載された漫画『天然美少女ロボ ロボ子ちゃん!』（下口智裕、清水栄一作）にもセミレギュラーとして登場した。
デザインモチーフはイースター島のモアイ像。
漫画『GANTZ』（奥浩哉作）のタイトルと採点の元ネタになっている。

## 作中での役割
ロボットランドの総責任者。ロボット学校の教師を務めるロボットで、番組の各話終盤に生徒のロボットたちを採点する。第1作では生徒達の行動データがパンチされたピンクの長方形のカードを生徒たちから受け取って飲み込むと、左胸から腹にかけて装備されている10個（5個×2列）のハートマークのランプがランダムに点滅し、プロセス終了後、腹部のシャッターが開き点数表記された正方形のカードが体内から出てくる仕組み（この時に「(生徒名)、XX点」の宣告がされる）だったが、第2作では胸部のハート型の装甲が開き、右腕のコネクターを生徒ロボット背面の入出力端子に接続し、行動データを直接取り込み採点を開始。内部の画面に点数がデジタル表記されるように変更された。
玩具でもこのギミックが再現され、右手を他のロボの背中に接続することで胸部の液晶画面に点数が表示される（デザイン自体は第3作も同一）。採点場面がロボコンシリーズのアイコンでもあり、全シリーズで存在する。第3作においては採点場面以外は回想場面ぐらいしか出番がなく、採点もリモートで行われており詳細は不明。
採点はいわゆる独断で、生徒がほめられる行動をしても、物品破損や妨害工作、虚偽報告などの問題・迷惑(もしくはそれらの誤解や疑いを招く)行為があった場合はその分差し引き減点すると同時に反省を促す。逆にやむを得ずそのような行動をとった場合は厳しく叱ったりマイナス点を与えつつ、事情を考慮してフォローしたり再起を促すこともある。原作漫画では出番自体が少なく、採点シーンもない。
背面に持つロケットを用い、第1作では2回飛行したことがある。そのうち2回目には、D51を背負って飛行した。劇場版では目から「アンチマグネビーム」を発射した。
第1作では、ロボット学校の教師となる以前は学者ロボットであった事実が描かれている。2年前にバレリーナ星の宇宙船のキャプテンから船に乗っていたロビン姫を預かり、その後にロボット学校を作ったという。旧作品ではその制作者などは全く描かれていないが第3作では彼の制作者が終盤に明かされている。
登場場面の大部分は生徒を採点するシーンで、採点には厳しく（特にロボコンはよく0点を取るが、ロボコンだけが0点を取るわけではない）100点を与えることは少ない（第2作ではクリスマスイブのエピソードで生徒全員に100点を与えた）が、労いの言葉をかけたり陰で生徒たちを優しく見守る。また、ロボコンたち生徒が子供として描かれるのに対し、教師たるガンツ先生は大人として描かれ、第1作においてはコロボックルを、第2作では幽霊を見ることができず、心霊現象に関する生徒たちの訴えは迷信だと退けていた。